# アンセルモ・コルツァーニ
アンセルモ・コルツァーニ（Anselmo Colzani、1918年3月28日 - 2006年5月19日）は、イタリアのバリトン歌手。

## 略歴
コッラード・ザンベッリ（Corrado Zambelli）に師事。1946年、ボローニャ市立劇場にて、リヒャルト・ワーグナー作曲「ローエングリン」の伝令の役で初舞台を踏む。以後、イタリア国内の劇場で多数の出演契約を獲得。
1963年11月、NHK招聘による第4次NHKイタリア歌劇団の一員として来日。東京文化会館と大阪フェスティバルホールにおいて、プッチーニ作曲「西部の娘」公演でランスの役をつとめた。
1980年、メトロポリタン歌劇場での「トスカ」公演を最後にオペラの舞台から引退。
2002年、コルツァーニの生地、ブドリオの市立劇場主催により、その業績を記念して国際声楽コンクール（Concorso lirico internazionale Anselmo Colzani）が創設された。
2009年、ブドリオ市立劇場後援により、コルツァーニ国際声楽コンクールの日本会場が創設された。
私生活においては、ビデオカメラ撮影とタイプライターによる原稿執筆を趣味としていた。